# LAMP IN TERREN 夏の野外ワンマンライブ「ARCH」ライブ映像
『LAMP IN TERREN 夏の野外ワンマンライブ「ARCH」ライブ映像』（ランプ・イン・テレン・なつのやがいワンマンライブアーチライブえいぞう）は日本のバンド、LAMP IN TERRENの映像作品である。2019年3月22日に発売された。

## 概要
2018年8月19日に日比谷野外大音楽堂にて行った初の野外ワンマンライブ「ARCH」のライブ映像作品。当日演奏したアンコール含む全16曲に加えて、活動休止前最後のレコーディング風景などの活動休止から復活までのドキュメンタリー映像が特典映像として入っている。
クラウドファンディングCAMPFIREにて行った映像化プロジェクトで作品化が実現した商品であり、DVD・Blu-rayの2形態でライブ会場・通信販売限定でリリースされた（クラウドファンディング商品とパッケージ仕様が違うが、映像の内容は一緒である）。

## 収録内容
1. New Clothes
2. キャラバン
3. ランデヴー
4. Dreams
5. 林檎の理
6. ボイド
7. 亡霊と影
8. 花と詩人
9. multiverse
10. innocence
11. heartbeat
12. Water Lily
13. 緑閃光
14. 涙星群の夜
15. 地球儀
16. メイ≪アンコール≫